# مبدل‌پوشی در فیلم و تلویزیون

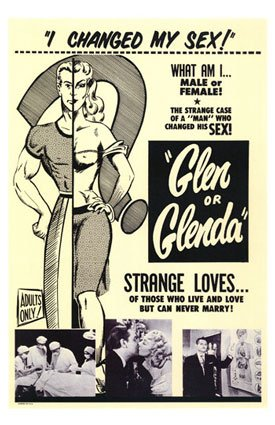
پوستر فیلم گلن یا گلندا

مبدل‌پوشی در فیلم و تلویزیون به بازیگری در نقش مخالف به واسطه مبدل‌پوشی گفته می‌شود.
مبدل‌پوشی در فیلم از روزهای اول سینما و فیلم‌های صامت آغاز شد. چارلی چاپلین و استن لورل، از نخستین کسانی بودند که مبدل‌پوشی در فیلم را به نمایش گذاشتند. آنها در سال ۱۹۱۰ با گروه کاری کمدی به کارگردانی فرد کارنو به ایالات متحده آمدند. هر دوی آن‌ها یعنی چاپلین و لورل گاه به عنوان زنان در فیلم‌هایشان لباس پوشیدند. حتی بازیگر آمریکایی والاس بیری در یک سری فیلم‌های صامت به عنوان یک زن سوئدی ظاهر شد. سه کله‌پوک، به ویژه کارلی هاوارد، گاهی در فیلمهای کوتاه خود در نقش جنس مخالف ظاهر شدند. این سنت برای سال‌ها ادامه یافته است، که معمولاً برای نمایش‌های خنده‌دار مورد استفاده قرار می‌گرفت. فقط در دهه‌های اخیر فیلم‌های جالبی وجود داشت که در آن پوشش مبدل گنجانده شده بود، احتمالاً به دلیل سانسور شدید فیلم‌های آمریکایی تا اواسط دهه ۱۹۶۰ کمتر مورد استفاده قرار می‌گرفت. یک استثناء اولیه، فیلم قتل! به کارگردانی آلفرد هیچکاک بود، در قتل! ساخته هیجان انگیز آلفرد هیچکاک، بازیگران بازیگری در نقش مخالف را نشان دادند.

## مبدل‌پوش‌ها در فیلم
فهرست برخی از فیلم‌هایی که شخصیت مبدل‌پوش در آن حضور داشته عبارتند از:
- گلن یا گلندا (۱۹۰۵)
- مبدل‌پوش (۱۹۱۴)
- یک زن (۱۹۱۵)
- شب دوازدهم (۱۹۳۳)
- ملکه کریستینا (۱۹۳۳)
- او مرا دوست ندارد (۱۹۳۴)
- هر طور شما دوست دارید (۱۹۳۶)

فیلم دختران سفید

- قلب‌های مهربان و نیم‌تاج‌ها (۱۹۴۹)
- او یک روبان زرد بست (۱۹۴۹)
- عروس زمان جنگ (۱۹۴۹)
- شب دوازدهم (۱۹۵۵)
- بعضی‌ها داغشو دوست دارن (۱۹۵۹)
- روانی (۱۹۶۰)
- غروب خدایان (۱۹۶۹)
- راکی هارور (۱۹۷۵)
- قفسی برای دیوانگان (۱۹۷۸)
- در لباسی خیره‌کننده (۱۹۸۰)
- توتسی (۱۹۸۲)
- ویکتور ویکتوریا (۱۹۸۲)
- فقط یکی از پسرها (۱۹۸۵)
- شب دوازدهم (۱۹۸۶)
- آن پسر دخترم است (۱۹۸۷)
- آخرین خروجی به بروکلین (۱۹۸۹)
- راهبه‌ها در فرار (۱۹۹۰)
- بازی گریه (۱۹۹۲)
- درست مانند یک زن (۱۹۹۲)
- خواهر کوچک (۱۹۹۲)
- کفش‌دوزک (۱۹۹۲)
- ام. باترفلای (۱۹۹۳)
- خانم داوت‌فایر (۱۹۹۳)
- هر چیزی برای عشق (۱۹۹۳)
- ماجراهای پریسیلا، ملکه صحرا (۱۹۹۴)
- رنگ شب (۱۹۹۴)
- به وانگ فو (۱۹۹۵)
- قفس پرنده (۱۹۹۶)
- آوی شانموگی (۱۹۹۶)
- شب دوازدهم (۱۹۹۶)
- عمه حقه‌باز (۱۹۹۷)
- شکسپیر عاشق (۱۹۹۸)
- مولان (۱۹۹۸)
- هواپیمای محکومین (۱۹۹۸)
- بی‌عیب (۱۹۹۹)
- پسرها گریه نمی‌کنند (۱۹۹۹)
- زن در بالا (۲۰۰۰)
- خانه مامان بزرگ (۲۰۰۰)
- همه مردان ملکه (۲۰۰۱)
- جوانا من (۲۰۰۲)
- خواهری پسران (۲۰۰۲)
- دختران داغ (۲۰۰۲)
- مهمانی هیولا (۲۰۰۳)
- دختران سفیدپوست (۲۰۰۴)
- جایگاه زیبایی (۲۰۰۴)
- کانی و کارلا (۲۰۰۴)
- صبحانه در پلوتون (۲۰۰۵)
- چکمه‌های غیرعادی (۲۰۰۵)
- خانه مامان بزرگ ۲ (۲۰۰۶)
- این دختر همان مرد است (۲۰۰۶)
- ر طور شما دوست دارید (۲۰۰۶)
- نوربیت (۲۰۰۷)
- دل می‌گوید آفرین! (۲۰۰۹)
- مدیا به زندان می‌رود (۲۰۰۹)
- دوست‌دختر جدید (۲۰۱۰)
- طاووس (۲۰۱۰)
- مرد اضافی (۲۰۱۰)
- خانه مامان بزرگ ۳ (۲۰۱۱)
- جک و جیل (۲۰۱۱)
- آلبرت نابز (۲۰۱۱)
- اتاقک خلبان (۲۰۱۲)
- حفاظت از شاهد مدیا (۲۰۱۲)
- باشگاه خریداران دالاس (۲۰۱۳)
- یک کریسمس مدیایی (۲۰۱۳)
- دل‌آرا (۲۰۱۵)
- رودراما دوی (۲۰۱۵)
- دختر دانمارکی (۲۰۱۵)
- بوو! یک هالووین مدیایی (۲۰۱۶)
- مرگ زیبا (۲۰۱۶)
- بو ۲! یک هالووین مدیایی (۲۰۱۷)
- عشق فراموشی (۲۰۱۸)
- خواهران پانتی (۲۰۱۹)
- مراسم تدفین خانواده مدیا (۲۰۱۹)
- بویت: هنوز دختر نیست (۲۰۲۰)
- همه در مورد جیمی صحبت می‌کنند (۲۰۲۱)

## مبدل‌پوش‌ها در فیلم‌های ایرانی
همچنین در برخی از فیلم‌های ایرانی بازیگران در نقش جنس مخالف بازی کردند.
| سال  | فیلم               | بازیگر                    |
| ---- | ------------------ | ------------------------- |
| ۱۳۶۵ | دستفروش            | محمود بصیری               |
| ۱۳۷۳ | آدم‌برفی            | اکبر عبدی                 |
| ۱۳۸۰ | مزاحم              | امین حیایی                |
| ۱۳۸۳ | مکس                | فرهاد آئیش                |
| ۱۳۸۳ | شاخه گلی برای عروس | مجید صالحی                |
| ۱۳۸۵ | کلاهی برای باران   | جواد رضویان               |
| ۱۳۸۸ | ساعت شنی           | آزیتا حاجیان              |
| ۱۳۸۸ | پسر تهرانی         | نادر سلیمانی              |
| ۱۳۸۹ | آمین خواهیم گفت    | آزاده زارعی               |
| ۱۳۹۰ | خوابم می‌آد         | اکبر عبدی                 |
| ۱۳۹۲ | خواب‌زده‌ها          | اکبر عبدی                 |
| ۱۳۹۲ | شوخی کردم          | مهران غفوریان             |
| ۱۳۹۲ | شیفتگی             | رؤیا تیموریان             |
| ۱۳۹۳ | ابله               | محسن تنابنده              |
| ۱۳۹۵ | هشتگ               | نیوشا ضیغمی               |
| ۱۳۹۶ | لازانیا            | ارژنگ امیرفضلی            |
| ۱۳۹۶ | دم‌سرخ‌ها            | رضا شفیعی‌جم و جواد رضویان |
| ۱۳۹۸ | کروکودیل           | مهرداد مزرعه              |
| ۱۴۰۲ | کوکتل مولوتف       | امین حیایی                |
| -    | آخر خلاف           | مهران رجبی                |
| -    | کلاه گیس           | سپند امیرسلیمانی          |
| -    | مرد خاکستری        | امیرحسین رستمی            |